# Pachystegia
Pachystegia je maleni rod glavočika smješten u podtribus Celmisiinae, dio tribusa Astereae, potporodica Asteroideae. 
Postoji tri priznate vrste sa Sjevernog i Južnog otoka Novog Zelanda.

## Vrste
1. Pachystegia insignis Cheeseman, Južni otok
2. Pachystegia minor (Cheeseman) Molloy, Južni otok
3. Pachystegia rufa Molloy, Sjeverni i Južni otok